# Myriam Henningsen
Myriam Ligia Henningsen Pérez (Santa Cruz de Tenerife, 3 luglio 1966) è un'ex cestista spagnola.

## Carriera
Con la Spagna ha disputato i Campionati mondiali del 1994.